# Merlot

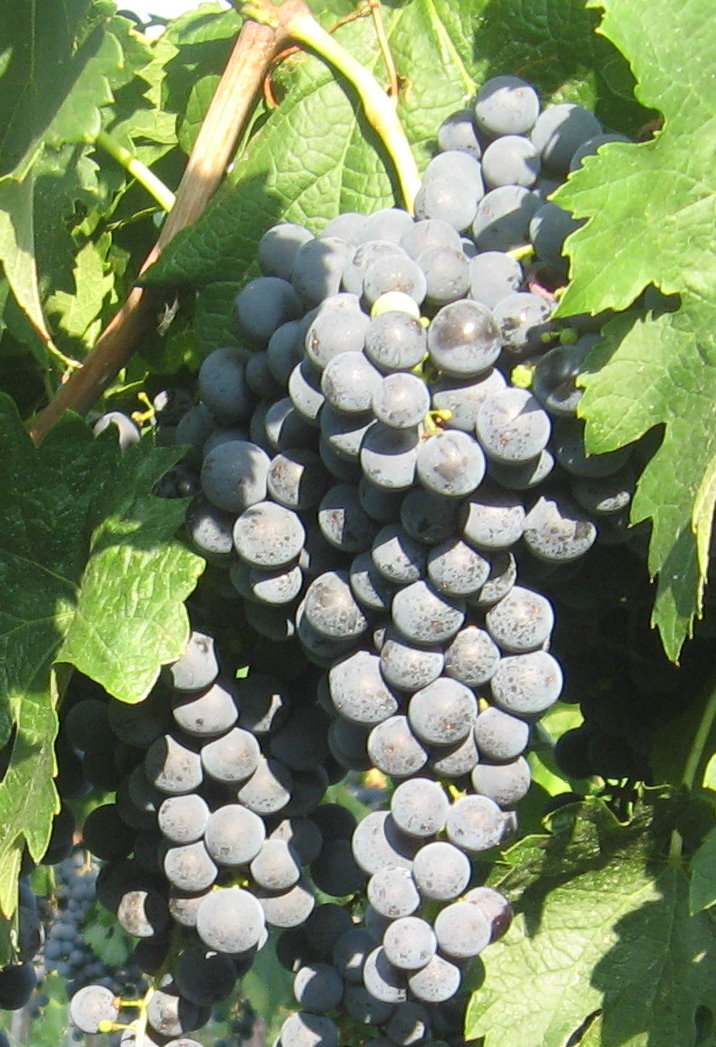
Strugure de Merlot

Merlot este un soi de struguri folosit la producerea vinurilor roșii.
Soiul Merlot este rezistent la temperaturi joase și secetă; în anii cu temperatură scăzută se coace mai bine decât Cabernet Sauvignon, iar în anii cu temperaturi ridicate acumulează mai mult zahăr.
La fel ca și Cabernet Sauvignon, este unul din cele mai răspândite și populare soiuri de struguri și se cultivă în majoritatea regiunilor viticole din lume.